# Merrell

Das Logo der Marke

Merrell ist eine US-amerikanische Schuh- und Outdoortextil-Marke. Merrell vertreibt hauptsächlich Trekkingschuhe und Wanderschuhe. Der Hauptsitz des Unternehmens liegt in Rockford (Michigan).

## Geschichte
Das Unternehmen wurde 1981 in Vermont von Clark Matis, Randy Merrell und John Schweitzer gegründet und stellte zunächst hochwertige Wanderschuhe her. 1985 präsentierte der Gründer Randy Merrell den ersten Wanderstiefel mit Gore-Tex-Membran-Zwischenhaut. Anfang der 1990er-Jahre produzierte das Unternehmen seinen ersten „Multifunktions-Schuh“. 1992 war die Marke in 22 Ländern in Amerika, Europa und Asien vertreten.
Seit 1997 ist Merrell eine Marke des Schuh-Großkonzerns Wolverine World Wide (Hush Puppies u. a.). Der Konzern machte 2010 einen Umsatz von 500 Millionen US-Dollar. Neben dem Kernbereich „Footwear“ stieg Merrell 2007 in den Textil-Bereich ein. Merrell vertrieb seine Produkte 2012 in über 170 Ländern.
In Deutschland wird Merrell hauptsächlich über den eigenen Online-Shop vertrieben und bei Decathlon, in der Schweiz durch den Sport-Fachhandel.
2019 ging Wolverine World Wide ein Joint Venture mit dem chinesischen Unternehmen Xtep ein zwecks Vertrieb der Marken Merrell und Saucony in Festlandchina, Hongkong und Macau.